# Райниевые черты

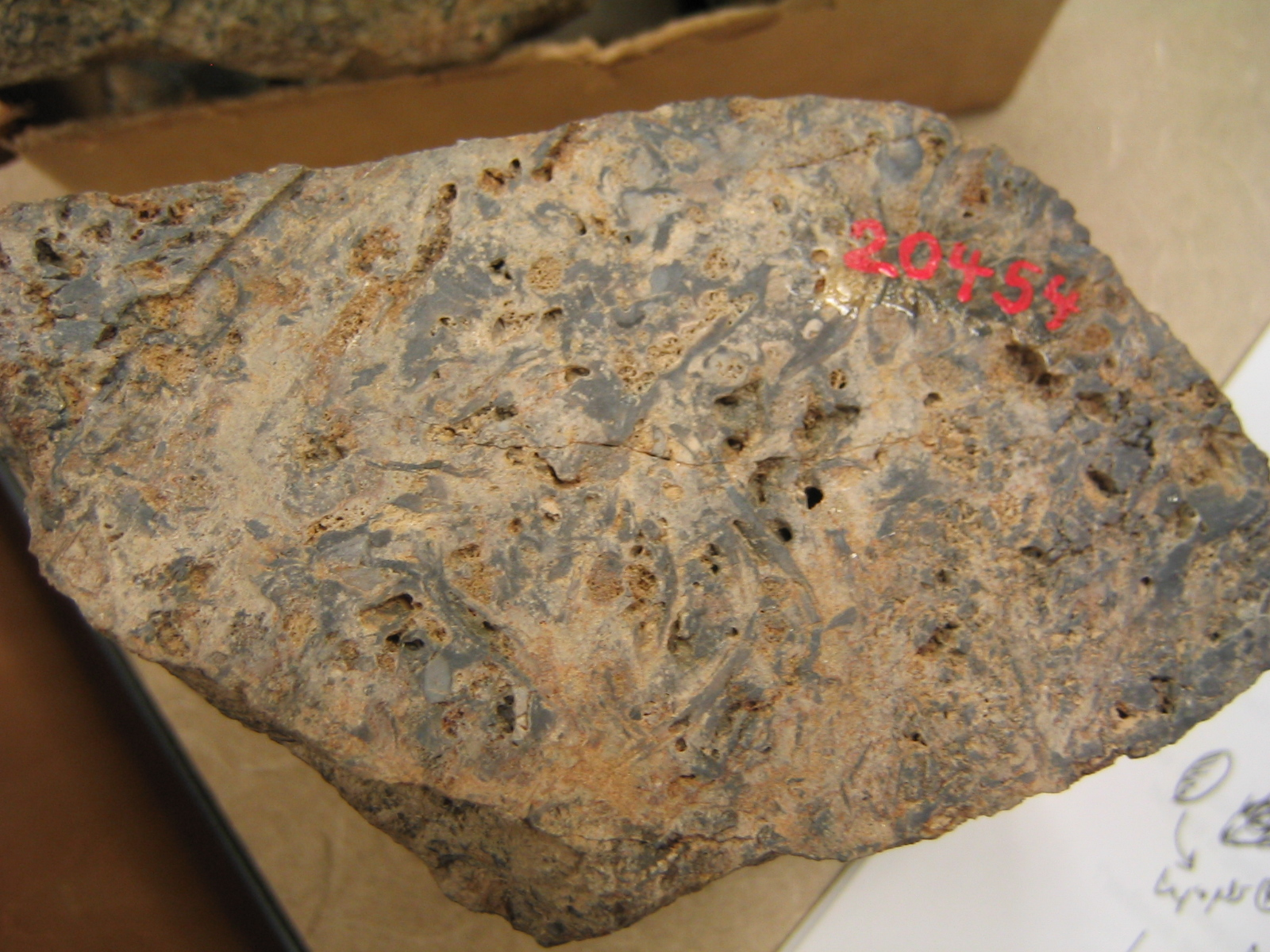
Образец матрикса с окаменелостями из райниевых чертов

Райниевые че́рты, райниевый черт (от англ. chert — кремниевый известняк, кремнистый сланец) — горная порода, окаменевшие болотные отложения в окрестностях деревни Райни (Шотландия, Абердиншир). Открыты и описаны картографом Уильямом Маки (англ. William Mackie) в 1910—1913 годах.
Начало формирования отложений датируют ранним девоном (около 410 миллионов лет назад). В них обнаруживаются окаменевшие остатки и следы жизнедеятельности примитивных сосудистых растений, водорослей, членистоногих, грибов и лишайников.
В 1917—1921 годах коллекция материалов из райниевых чертов изучалась палеоботаниками Р. Кидстоном и У. Лэнгом, их работа послужила прорывом в исследованиях по палеомикологии. Материалы из райниевых чертов продолжают исследоваться и в настоящее время и дают ценную информацию, основополагающую для понимания эволюции грибов.